# Luka Buntić
Luka Buntić (* 7. März 1993) ist ein kroatisch-deutscher Basketballspieler. Buntić, dessen Eltern Robert und Petrana Buntić ebenfalls erfolgreiche Basketballspieler gewesen sind, spielte ab 2011 in Trier, wo er bereits in einzelnen Spielen für die TBB in der höchsten deutschen Spielklasse aktiv war. Zur Saison 2014/15 wechselte Buntić zum Erstligisten EWE Baskets Oldenburg, wo er jedoch mit Doppellizenz hauptsächlich im Farmteam BAWE OTB in der dritthöchsten Spielklasse ProB zum Einsatz kam. Sein gut anderthalb Jahre älterer Bruder Ivan Buntić spielte ab 2010 für verschiedene Vereine in der zweithöchsten Spielklasse ProA.

## Karriere
Buntić wuchs im Saarland auf, nachdem sich seine Eltern nach ihren aktiven Karrieren dort niedergelassen hatten. Sein Vater Robert, der erstklassig für KK Zagreb in seiner Heimat sowie in der 2. Basketball-Bundesliga für den TSV Speyer aktiv gewesen war, hatte eine Arbeitsstelle in Geislautern gefunden und betätigte sich wie seine Frau später auch als Basketballtrainer unter anderem beim Viertligisten Baskets 98 aus Völklingen. Trainierte Luka zunächst noch unter der Ägide seines Vaters in Völklingen, wechselte er 2011 nach Trier, wo bereits sein Bruder Ivan in der Saison 2009/10 in der Nachwuchsmannschaft in der Nachwuchs-Basketball-Bundesliga (NBBL) zum Einsatz gekommen war. In Trier spielte Luka neben der NBBL auch bei den Herren in der Regionalliga für die DJK/MJC, mit der der damalige Profiklub TBB im Nachwuchs- und Amateurbereich kooperierte. Dabei kam es in der Saison 2012/13 auch zum „Bruderduell“, nachdem Bruder Ivan nach einem Jahr in Luxemburg seine Ausbildung in seiner Heimat in Völklingen abschließen wollte.
Nachdem Luka Buntić in der Basketball-Bundesliga 2012/13 mittels Doppellizenz seine ersten beiden Kurzeinsätze in der höchsten deutschen Spielklasse hatte, kam er unter Trainer Henrik Rödl in der Saison 2013/14 nur zu zwei weiteren Kurzeinsätzen. Schließlich wechselte Buntić zur Saison 2014/15 nach Norddeutschland zum Erstligakonkurrenten EWE Baskets nach Oldenburg. Hier wurde er jedoch mittels einer Doppellizenz ausschließlich beim Farmteam BasketballAkademie Weser-Ems Oldenburger Turnerbund (BAWE OTB) in der dritthöchsten Spielklasse ProB eingesetzt. In der ProB 2014/15 konnte die hauptsächlich aus Nachwuchsspielern bestehende Reservemannschaft den Meisterschaftstitel dieser Spielklasse verteidigen, verzichtete aber erneut auf einen möglichen Aufstieg in die zweithöchste Spielklasse. Buntić stieg aber durch den Wechsel zu ETB Essen, in die ProA auf. Dort spielte er unter Trainer Igor Križanović, der seine Trainerkarriere wie Mladen Drijenčić in Krefeld begonnen hatte.
Zur Saison 2016/17 wechselte Buntić zum ProB-Ligisten Rostock Seawolves, ehe er im Sommer 2017 nach Trier zurückkehrte und zu den Gladiators (ProA) stieß. 2019 wurde sein Vertrag in Trier nicht verlängert, er wechselte zum luxemburgischen Erstligisten Musel Pikes.